# Christian-Gonthier de Schwarzbourg-Sondershausen
Christian-Gonthier de Schwarzbourg-Sondershausen (11 mai 1578 – 25 novembre 1642) est comte de Schwarzbourg-Sondershausen de 1601 jusqu'à sa mort.

## Biographie
Le comte Christian-Gonthier est le fils du comte Jean-Gonthier Ier de Schwarzbourg-Sondershausen (1532-1586) et de son épouse, la comtesse Anne (1539-1579), fille du comte Antoine Ier d'Oldenbourg.
Christian-Gonthier et ses frères sont encore mineurs lorsque leur père meurt en 1586. Ils héritent de Schwarzbourg-Sondershausen. Leurs oncles Antoine II d'Oldenbourg-Delmenhorst (1550-1619) et Jean VII d'Oldenbourg (1540-1603) prennent la régence. Plus tard, en 1593, les frères règnent conjointement.
En 1593, ils héritent du comté de Honstein, selon un traité de 1433. Cependant, d'autres parents des comtes de Honstein revendiquent également le comté, et après un long conflit, les comtes de Schwarzbourg-Sondershausen ne reçoivent qu'une petite partie de Honstein.
Schwarzbourg-Sondershausen souffre pendant la Guerre de Trente Ans, en particulier la ville d'Arnstadt et de ses environs. Les frères ont fait de leur mieux pour essayer d'atténuer le fardeau de la guerre.
Les frères ajoutent l'aile nord de Château de Sondershausen.

## Mariage et descendance
Le 15 novembre 1612, Christian-Gonthier épouse Anne Sibylle (uk) (1584-1623), la fille du comte Albert VII de Schwarzbourg-Rudolstadt. 
Ils ont neuf enfants:
- Anna Julienne (1613-1652), célibataire ;
- Jean-Gonthier III (1615-1616) ;
- Christian Günther II de Schwarzbourg-Sondershausen-Arnstadt (1616-1666), surnommé le Pieux ;
- Catherine Élisabeth (1617-1701), épouse en 1642 Henri II de Reuss-Gera ;
- Sophie Éléonore (1618-1631), célibataire ;
- Antoine-Gonthier Ier de Schwarzbourg-Sondershausen (1620-1666) ;
- Louis Günther II de Schwarzbourg-Ebeleben (1621-1681) ;
- Sophie Élisabeth (1622-1677), célibataire ;
- Clara Sabine (1623-1654).